# Andy Cannizaro
Pour les articles homonymes, voir Cannizaro.
Andrew Lee Cannizaro dit Andy Cannizaro, né le 19 décembre 1978 à La Nouvelle-Orléans (Louisiane) aux États-Unis, est un joueur américain de baseball qui évolue en Ligue majeure entre 2006 et 2008. Il porte ainsi les couleurs de Yankees de New York en 2006 et celles des Rays de Tampa Bay en 2008.

## Carrière
Après des études secondaires à la St. Pauls High School de Covington (Louisiane), Andy Cannizaro suit des études supérieures à l'Université Tulane où il porte les couleurs de Tulane Green Wave en 2000 et 2001.
Drafté le 5 juin 2001 par les New York Yankees, Cannizaro passe cinq saisons au sein des clubs écoles de l'organisation des Yankees avant de débuter en ligues majures le 5 septembre 2006. À cette occasion, il ne reste sur le terrain que pendant deux manches, sans passer au bâton. Son premier passage au marbre a lieu le 8 septembre 2006. Reversé en ligues mineures en 2007, il devient agent libre à l'issue de la saison et signe chez les Tampa Bay Rays le 4 janvier 2008. Il ne joue qu'une seule partie sous l'uniforme des Rays en 2008.
Cannizaro est échangé aux Indians de Cleveland le 4 août 2008 et est assigné au club de Triple-A des Buffalo Bisons. Il reste chez les Bisons où il joue 50 matchs en 2009 avant de rejoindre l'organisation des White Sox de Chicago le 13 août et son club-cole de Triple-A, les Charlotte Knights (22 matchs). Il devient agent libre à l'issue de la saison 2009.

## Statistiques
En saison régulière
| Statistiques de frappeur |            |    |    |   |   |    |    |    |     |    |       |
| Saison                   | Équipe     | G  | AB | R | H | 2B | 3B | HR | RBI | SB | BA    |
| 2006                     | NY Yankees | 13 | 8  | 5 | 2 | 0  | 0  | 1  | 1   | 0  | 0,250 |
| 2008                     | Tampa Bay  | 1  | 1  | 0 | 0 | 0  | 0  | 0  | 0   | 0  | 0,000 |
| Totaux                   | Totaux     | 14 | 9  | 5 | 2 | 0  | 0  | 1  | 1   | 0  | 0,222 |

Note: G = Matches joués; AB = Passages au bâton; R = Points; H = Coups sûrs; 2B = Doubles; 
3B = Triples; HR = Coup de circuit; RBI = Points produits; SB = buts volés; BA = Moyenne au bâton 